# Бугунуты
Бугуну́ты, бугуно́ты (монг. Бүгүнүд) — одно из племён средневековых коренных монголов. В настоящее время этническая группа в составе дербетов, захчинов, бааринов, хэшигтэнов.

## Происхождение
Согласно «Сокровенному сказанию монголов», происхождение бугунутов следующее:
- Борте-Чино, родившийся по изволению Вышнего Неба. Супругой его была Гоа-Марал, потомком их был Бата-Чиган.
- Сын Бата-Чигана — Тамача.
- Сын Тамачи — Хоричар-Мерген.
- Сын Хоричар-Мергана — Аучжам-Бороул.
- Сын Аучжам-Бороула — Сали-Хачау.
- Сын Сали-Хачау — Еке-Нидун.
- Сын Еке-Нидуна — Сим-Сочи.
- Сын Сим-Сочи — Харчу.
- Сын Харчу — Борчжигидай-Мерген — был женат на Монголчжин-гоа.
- Сын Борчжигидай-Мергена — Тороголчжин-Баян-был женат на Борохчин-гоа.
- Сыновья Тороголчжина: Дува-Сохор и Добун-Мерген.
- Добун-Мерган женился на Алан-гоа, дочери Хори-Туматского Хорилартай-Мергана, родившейся в Арих-усуне. Войдя в дом к Добун-Мергану, Алан-гоа родила двух сыновей.
  - То были Бугунотай и Бельгунотай.
- После смерти Добун-Мергана, Алан-гоа, будучи безмужней, родила трех сыновей от Маалиха Баяудайца.
  - То были: Бугу-Хадаги, Бухату-Салчжи и Бодончар-простак.
- Бельгунотай стал родоначальником племени Бельгунот.
- Бугунотай стал родоначальником племени Бугунот.
- Бугу-Хатаги стал родоначальником племени Хатаги.
- Бухуту-Салчжи стал родоначальником племени Салчжиут.
- Бодончар стал родоначальником поколения Борчжигин, от которого произошел Чингисхан.

## История
В середине XVIII в. в Джунгарии среди 24 отоков был один оток бугунутов. В описываемое время род бугунутов состоял из 2000 семей, которыми управлял назначенный ханом зайсан. За сопротивление маньчжурским войскам, вторгшимся в Джунгарию, большинство бугунутов были истреблены цинскими властями, а уцелевшие были высланы в разные места. Так, в 1755 году пять бугунутских семей были прикреплены к захчинам. В дальнейшем древние бугунуты, находясь в составе ойратского союза, особенно в период маньчжурских завоеваний, значительно сократились и были разбросаны повсюду. Род бугунутов у дербетов и захчинов имеет клеймо дэгрээ. Этноним бугунут образовался путем присоединения аффикса множественного числа -нүүд (nügüd) к слову bőgű (мудрый) — bögü + nügüd > bügünüd.

## Современность
В настоящее время бугунуты проживают в составе дербетов Монголии в сомонах Сагил, Давст, Бөхмөрөн, Ховд, Тариалан, Өмнөговь и Өлгий Убсунурского аймака, сомонах Дөргөн и Манхан Кобдоского аймака. Бугунуты отмечены в составе захчинов Монголии, а также среди южных монголов: бааринов и хэшигтэнов на территории Внутренней Монголии.